# Мірер Олександр Ісаакович
Олександр Ісаакович Мірер (рос. Алекса́ндр Исаа́кович Ми́рер, 2 травня 1927, Москва — 18 липня 2001, Москва) — радянський та російський письменник-фантаст, літературознавець, критик та перекладач.

## Життєпис
Олександр Мірер народився у 1927 році в Москві у сім'ї інженера-економіста, комерційного директора Всесоюзного електротехнічного об'єднання, який трагічно загинув у 1934 році. У 1946 році Олександр Мірер вступив до МДУ, проте вже за рік був виключений із університету, й формальну вищу освіту так і не отримав. Основна спеціальність Мірера — інженер, і він працював головним конструктором у Всесоюзному НДІ електротермічного обладнання, з кінця 80-х років ХХ століття працював редактором у московському видавництві «Текст».
У фантастику Олександр Мірер прийшов у 35 років, за його власними словами — після прочитання роману Станіслава Лема «Соляріс», після чого він сам написав кілька «поганеньких» оповідань. Офіційно дебютував у фантастиці Мірер у 1965 році повістю «Буде гарний день!». У 60-х роках ХХ століття Олександр Мірер входив до неформального московського гуртка письменників-фантастів, організованого за ініціативою Сергія Жемайтіса, який збирався у редакції фантастики видавництва «Молода гвардія» (у цей гурток входили також Аркадій Стругацький, Север Гансовський, Анатолій Дніпров, Єремій Парнов, Михайло Ємцев, Дмитро Біленкін, Аріадна Громова, Роман Подольний). У 1966 році Мірер взяв участь у написанні фантастичної повісті-буріме «Ті, що летять крізь мить». Першою окремою книгою автора стала дитяча фантастична повість «Субмарина «Голубий Кит»», яка опублікована в 1968 році. У 1969 році опубліковані відразу два твори Мірера, які зробили його одною із найпомітніших фігур у тогочасній радянській фантастиці — повісті «Я маю дев'ять життів» (розширений варіант опублікований у 1990 році) та «Головний полудень» (у 1976 році випущено продовження повісті, її розширений варіант під назвою «Дім блукачів», на основі якого поставлено міні-серіал «Посередник»), яка вважається першим у радянській літературі фантастичним бойовиком.
У 70-х та 80-х роках ХХ століття Олександр Мірер працював переважно як літературознавець, публікуючи переважно під псевдонімом Олександр Зеркалов статті про твори братів Стругацьких, Михайла Булгакова, Джона Толкіна та інших радянських та зарубіжних авторів.
У 1988 році у США видана монографія Олександра Мірера «Євангеліє Михайла Булгакова» (перевидана в Росії лише у 2003 році); а в 2004 році вийшла у світ ще одна (незакінчена) монографія «Етика Михайла Булгакова».
У 90-х роках ХХ століття дилогія «Дім Блукачів» перевидана у доповненому варіанті, до якого включені ряд епізодів, які відсутні у попередніх варіантах дилогії. У кінці 90-х Мірер повертається до написання художньої прози. і в 1998 році публікує роман «Міст Верразано».
Помер Олександр Мірер у Москві 18 липня 2001 року, похований на Ніколо-Архангельському кладовищі.

## Родина
Сестра — Раїса Ісааківна Мірер, журналіст.

## Твори
- «Будет хороший день!», повість (1965)
- «Субмарина «Голубой Кит», повість (1968)
- «Главный полдень», повість (1969)
- «У меня девять жизней», повість (1969)
- «Дом Скитальцев», роман (1976)
- «Евангелие Михаила Булгакова», монографія про роман «Майстер і Маргарита» (1988, 2006)
- «Мост Верразано», роман (1998)
- «Этика Михаила Булгакова», друга монографія про роман «Майстер і Маргарита», (2004, посмертно).

### Переклади

#### Українською мовою
- 1977 — «Головний полудень»: Фантастична повість / Пер. А. Стася; Мал. А. Дев'яніна. — Київ, «Веселка»

#### Болгарською мовою
- 1984 — «Домът на скитащите» / Редактор: Асен Милчев, Художник: Венелин Вълканов, «Отечество» (Софія)[6]

## Фільмографія та екранізації
- 1990 — «Посередник» (кіносценарій за повістю «Головний полудень», режисер Володимир Потапов)
- 1993 — «Сталкер» (кіносценарій)